# رمینا یوشیموتو
رمینا یوشیموتو (به ژاپنی: 吉元玲美那،  زادهٔ ۱ اوت ۲۰۰۰) یک کشتی‌گیر آزادکار کشور ژاپن است.
از افتخارات وی می‌توان به کسب مدال طلا مسابقات قهرمانی کشتی جهان ۲۰۲۱ و بازی‌های آسیایی ۲۰۲۲ اشاره کرد.